# 神明神社

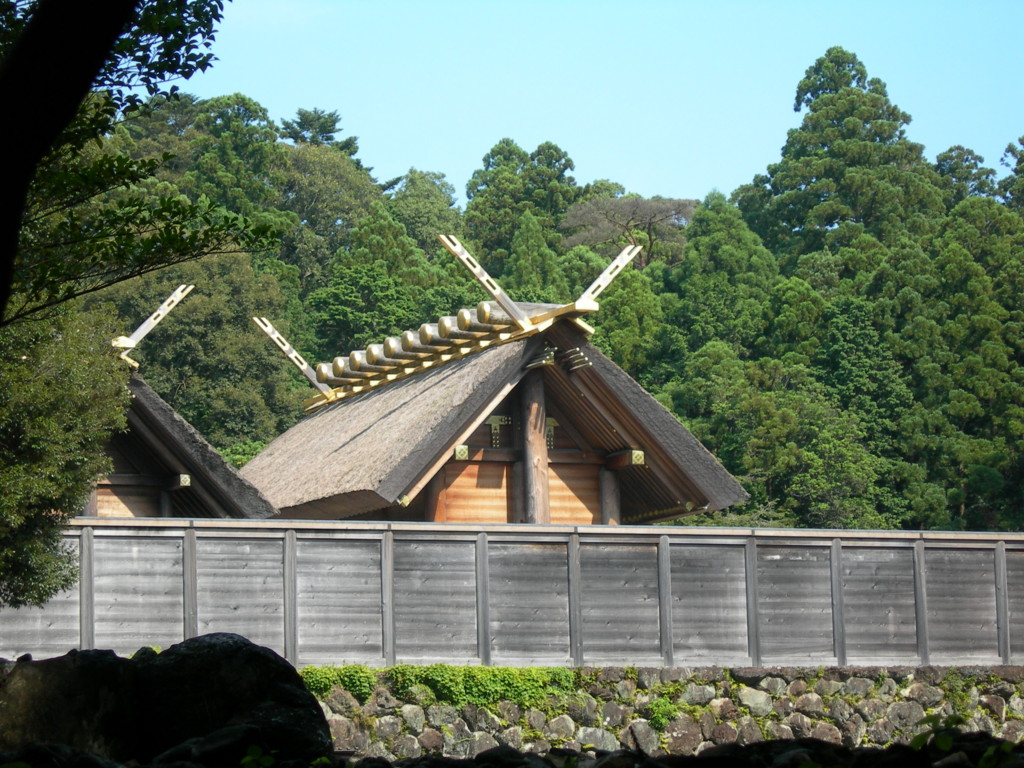
伊勢神宮内宮

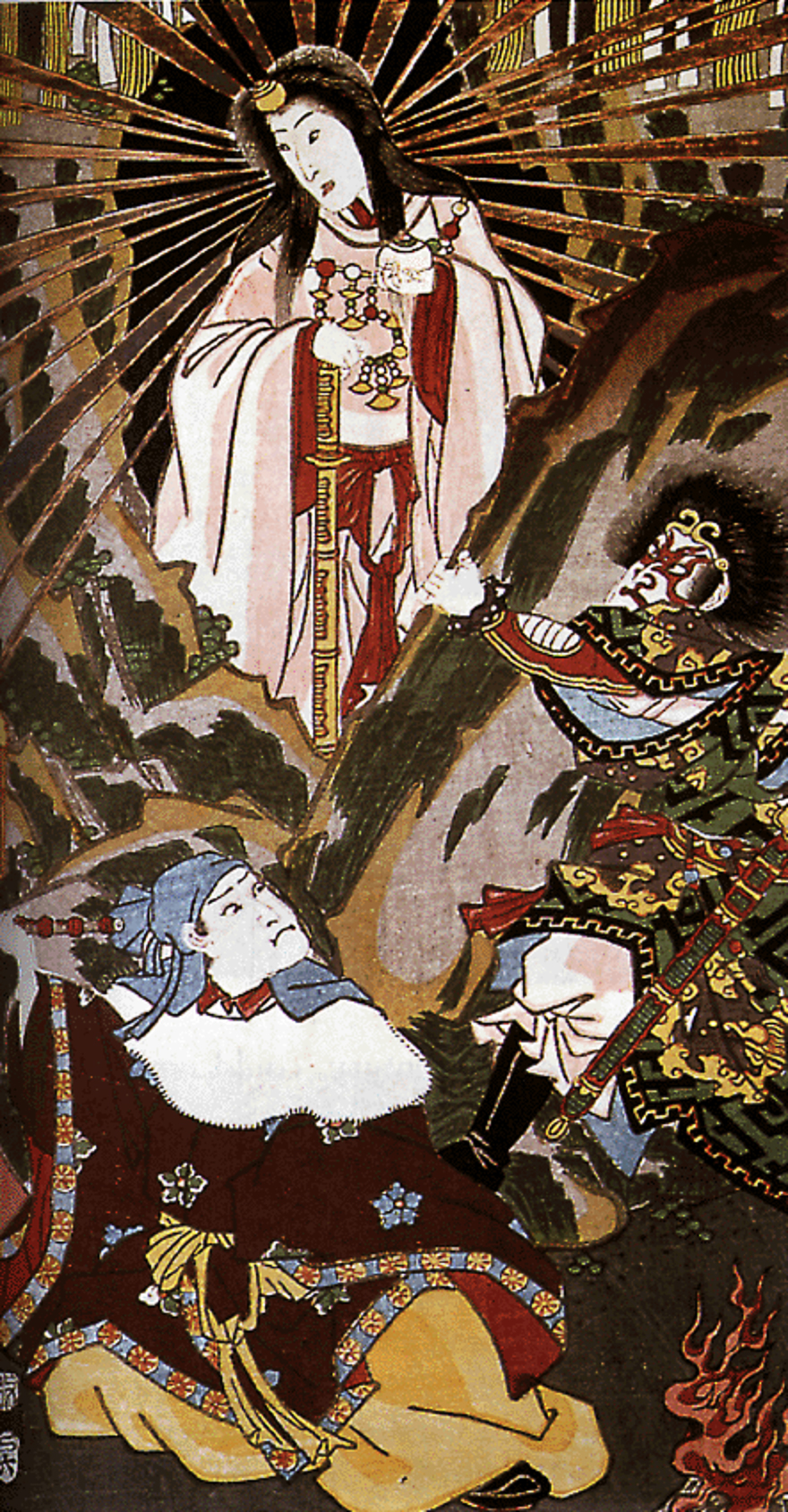
天照大神

神明神社（しんめいじんじゃ）は、天照大御神を主祭神とし、伊勢神宮内宮（三重県伊勢市）を総本社とする神社。神明社（しんめいしゃ）、神明宮（しんめいぐう）、皇大神社（こうたいじんじゃ）、天祖神社（てんそじんじゃ）などともいい、通称として「お伊勢さん」と呼ばれることが多い。

## 概要
神社本庁によると日本全国に約5千社あるとされているが、一説には約1万8,000社ともいう。一方、岡田荘司らによれば、祭神で全国の神社を分類すれば、伊勢信仰に分類される神社は、全国2位（4425社）であるという。
祭神の天照大御神（あまてらすおおみかみ）は、太陽を神格化した神であり、皇室の祖神（皇祖神）とされているため、農耕儀礼と密接に結びつき広く信仰を集めた。古代においては国家祭祀の斎場として、律令国家の代表者たる天皇のみが奉幣を許され、皇后、皇太子であっても臨時の奏聞が必要とされたが、平安時代中期に入り朝廷が衰微し荘園制が成立すると、神税など古代において伊勢神宮を支えた経済基盤が動揺したため、伊勢神宮の神主らが、御師となって武士団などの荘園の在地領主層に対して神宮への祈願を取り次いだり、神宮の神威を説くなどの働きかけを行なったことで、在地領主による神領（御厨）の寄進が行われた。その結果、御厨として寄進された土地に、伊勢神宮の祭神が勧請されるようになり、神領を中心に神明神社が分布することとなった。御厨に勧請されることで成立した神明神社として、仁科神明宮（仁科御厨）、神明社（榛谷御厨）、天津神明宮（東条御厨）などが挙げられるが、芝大神宮のように、御厨に存する神明神社であるものの、御厨成立以前から成立していたとされる神明神社もあり、これらは御師の活動拠点となっていた場所に成立した神明神社と考えられている。御師の東国の出先機関には、御師が配り歩いた御祓（神宮大麻）が一時的に安置されるなどしたため、そこに宗教的意義が見出され、神明社へと展開した事例もあった。
中世後期には、御師の檀那が上級武士層からさらに広い範囲に広がって、庶民層にも伊勢信仰が及ぶようになり、特に京都を中心に、伊勢の神が飛来したなどと称して、神領でない場所にも伊勢が勧請される事例が増え（そのようにして成立した神明神社は、「今神明」「飛神明」などと呼ばれる）、神明神社はさらに広範囲に分布した。京都宇治の神明神社などがその例に当たる。そして、伊勢信仰は近世に至るとさらに盛んになり、全国的かつ中小農民も含む広い階層に及ぶようになったが、特に天照大御神が太陽神であることや、伊勢御師が檀那に農業との関連が深い神宮暦を配ったことなどもあって、国家鎮守のほかに農業神としても信仰されるようになり、小平神明宮のように、新田開発の際にその地の鎮守神として伊勢神宮が勧請されることが増え、神明神社はさらに増加していった。
その祭事はほぼ伊勢神宮と同じであり、神使も鶏である。鳥居の形は主に「神明鳥居」であり、素朴な形式で全体的に直線的である。建築様式は神明造であることが多い。

なお、「神明」という言葉は天照大御神のことを指すほか、単に「神」という意味でも用いられる。例えば「天地神明に誓う」の「神明」は後者の意味である。明治時代に全国の神社の調査が行われたが、その神社の氏子に神社の祭神について質問した所、氏子も何の神が祭られているかを知らず、「神」というつもりで「神明」と答えたら、天照大御神を祀る神明神社ということにされたという例も少なくない。また、明治時代には、それまで「神明宮」という名称であった神明神社が、「伊勢神宮」と重なる「宮」という字を用いるのを避け、「天祖神社」や「神明社」などへと名称を変更することが多発した。
岡田荘司らにより伊勢信仰に分類される神社は中部地方に多く、鎌倉期の伊勢神宮の所領とほぼ一致する。

## 列挙
列挙している神明神社などは、以下のとおり。
- 神明神社
- 神明社
- 神明宮
- 皇大神社
- 皇大神宮
- 大神宮
- 天祖神社
- 他の神社

## 主な神明神社

### 東北地方
- 神明神社 (奥州市) - 岩手県奥州市胆沢小山
- 神明神社 (山形市錦町15-15) - 山形県山形市錦町15–15
- 神明神社 (山形市錦町15-58) - 山形県山形市錦町15–58
- 神明神社 (山形市江俣) - 山形県山形市江俣
- 神明神社 (山形市十日町) - 山形県山形市十日町
- 南館神明神社 - 山形県山形市南館
- 神明神社 (会津若松市中町) - 福島県会津若松市中町
- 神明神社 (会津若松市河東町) - 福島県会津若松市河東町

### 関東地方
- 神明神社（小久保神明神社） - 埼玉県川越市神明町
- 神明神社 (潮来市) - 茨城県潮来市上戸
- 神明神社 (さいたま市見沼区蓮沼)（猿ヶ谷戸神明神社） - 埼玉県さいたま市見沼区蓮沼
- 神明神社 (さいたま市見沼区南中丸)（五反田神明神社） - 埼玉県さいたま市見沼区南中丸
- 神明神社 (さいたま市見沼区御蔵)（御蔵神明神社） - 埼玉県さいたま市見沼区御蔵
- 神明神社 (さいたま市桜区)（塚本神明神社） - 埼玉県さいたま市桜区塚本
- 神明神社 (川越市鹿飼) - 埼玉県川越市鹿飼
- 神明神社 (飯能市) - 埼玉県飯能市川寺
- 神明神社 (羽生市) - 埼玉県羽生市北袋
- 神明神社 (上尾市向山)（向山神明神社） - 埼玉県上尾市向山
- 神明神社 (上尾市原市) - 埼玉県上尾市原市
- 神明神社 (上尾市川) - 埼玉県上尾市川
- 神明神社 (草加市) - 埼玉県草加市神明
- 神明神社 (朝霞市) - 埼玉県朝霞市田島 ： 田島神明神社
- 神明神社 (久喜市) - 埼玉県久喜市上栢間
- 神明神社 (三郷市)（番匠免神明神社） - 埼玉県三郷市匠免
- 神明神社 (幸手市中) - 埼玉県幸手市中
- 神明神社 (ふじみ野市苗間) - 埼玉県ふじみ野市苗間
- 神明神社 (ふじみ野市亀久保) - 埼玉県ふじみ野市亀久保
- 神明神社 (船橋市) - 千葉県船橋市薬円台
- 神明神社 (世田谷区船橋) - 東京都世田谷区船橋
- 神明神社 (川崎市高津区上作延) - 神奈川県川崎市高津区上作延
- 神明神社 (川崎市高津区下作延)（下作延神明神社） - 神奈川県川崎市高津区下作延
- 神明神社 (川崎市宮前区)（有馬神明神社、白幡八幡大神兼務社） - 神奈川県川崎市宮前区有馬
- 野川神明神社 - 神奈川県川崎市宮前区野川本町
- 神明神社 (鎌倉市台) - 神奈川県鎌倉市台
- 甘縄神明神社（甘縄神明宮、甘縄神明社） - 神奈川県鎌倉市長谷
- 神明神社 (大磯町) - 神奈川県中郡大磯町大磯

### 中部地方
- 神明神社 (糸魚川市崩) - 新潟県糸魚川市崩
- 神明神社 (妙高市毛祝坂) - 新潟県妙高市毛祝坂
- 神明神社 (妙高市大原新田) - 新潟県妙高市大原新田
- 神明神社 (福井市)（お神明さん） - 福井県福井市宝永
- 神明神社 (勝山市元町) - 福井県勝山市元町
- 神明神社 (勝山市北郷町) - 福井県勝山市北郷町
- 岡神明神社 - 長野県長野市篠ノ井西寺尾
- 神明神社 (高山市朝日町青屋) - 岐阜県高山市朝日町青屋
- 神明神社 (高山市朝日町浅井) - 岐阜県高山市朝日町浅井
- 神明神社 (高山市神明町)（杉箇谷神明社） - 岐阜県高山市神明町
- 神明神社 (高山市上宝町蔵柱)（田谷神明神社） - 岐阜県高山市上宝町
- 神明神社 (瑞浪市大湫町)（大湫神明神社） - 岐阜県瑞浪市大湫町
- 神明神社 (瑞浪市釜戸町823) - 岐阜県瑞浪市釜戸町823
- 神明神社 (瑞浪市釜戸町3093) - 岐阜県瑞浪市釜戸町3093
- 神明神社 (瑞浪市日吉町133) - 岐阜県瑞浪市日吉町133
- 神明神社 (瑞浪市日吉町1937) - 岐阜県瑞浪市日吉町1937
- 神明神社 (瑞浪市山田町) - 岐阜県瑞浪市山田町
- 神明神社 (各務原市鵜沼三ツ池町)（三ツ池神明神社） - 岐阜県各務原市鵜沼三ツ池町
- 神明神社 (各務原市鵜沼古市場町) - 岐阜県各務原市鵜沼古市場町
- 神明神社 (各務原市須衛町) - 岐阜県各務原市須衛町
- 神明神社 (各務原市蘇原六軒町) - 岐阜県各務原市蘇原六軒町
- 神明神社 (各務原市蘇原古市場町) - 岐阜県各務原市蘇原古市場町
- 神明神社 (各務原市蘇原野口町) - 岐阜県各務原市蘇原野口町
- 神明神社 (各務原市各務おがせ町) - 岐阜県各務原市各務おがせ町
- 神明神社 (各務原市前渡東町1丁目)（長平神明神社） - 岐阜県各務原市前渡東町
- 神明神社 (各務原市前渡西町) - 岐阜県各務原市前渡西町
- 神明神社 (各務原市大佐野町) - 岐阜県各務原市大佐野町
- 神明神社 (各務原市小佐野町) - 岐阜県各務原市小佐野町
- 上ノ島神明神社 - 岐阜県各務原市川島松倉町
- 神明神社 (可児市東帷子) - 岐阜県可児市東帷子
- 神明神社 (可児市久々利) - 岐阜県可児市久々利
- 神明神社 (飛騨市河合町)（角川神明神社） - 岐阜県飛騨市河合町
- 神明神社 (飛騨市宮川町) - 岐阜県飛騨市宮川町
- 神明神社 (飛騨市神岡町和佐保) - 岐阜県飛騨市神岡町和佐保
- 神明神社 (飛騨市神岡町下之本) - 岐阜県飛騨市神岡町下之本
- 神明神社 (下呂市幸田) - 岐阜県下呂市幸田
- 神明神社 (下呂市小坂町小坂町) - 岐阜県下呂市小坂町小坂町
- 神明神社 (下呂市小坂町坂下) - 岐阜県下呂市小坂町坂下
- 神明神社 (下呂市金山町) - 岐阜県下呂市金山町
- 小垣江神明神社 - 愛知県刈谷市小垣江町
- 神明神社 (四日市市) - 三重県四日市市川島町
- 神明神社 (鳥羽市) - 三重県鳥羽市相差町
- 神明神社 (志摩市) - 三重県志摩市阿児町神明

### 近畿地方
- 神明神社 (彦根市) - 滋賀県彦根市大藪町
- 高松神明神社 - 京都府京都市下中京区姉小路通
- 神明神社 (京都市下京区)（榎神明） - 京都府京都市下京区綾小路通
- 神明神社 (京都府宇治市)（神明皇大神宮） - 京都府宇治市神明宮西
- 神明神社 (大阪市)（日中神明） - 大阪府大阪市大正区鶴町
- 神明神社 (堺市) - 大阪府堺市堺区栄橋町
- 神明神社 (小野市) - 兵庫県小野市神明町
- 神明神社 (桜井市三輪) - 奈良県桜井市三輪
- 神明神社 (桜井市下り尾) - 奈良県桜井市下り尾
- 神明神社 (桜井市下居) - 奈良県桜井市下居
- 神明神社 (和歌山市) - 和歌山県和歌山市堀止西

### 中国・四国・九州地方
- 神明神社 (総社市) - 岡山県総社市福井
- 神明神社 (徳島市)（両皇大神） - 徳島県徳島市南田宮
- 磐境神明神社 - 徳島県美馬市穴吹町口山
- 神明神社 (高松市) - 香川県高松市鬼無
- 神明神社 (四国中央市) - 愛媛県四国中央市川之江町
- 神明神社 (鹿児島市)（宇宿神明神社、鹿児島えびす神社） - 鹿児島県鹿児島市宇宿

## 主な神明社

### 東北地方
- 御嶽山御嶽神明社 – 岩手県一関市花泉町老松
- 神明社 – 岩手県奥州市水沢神明町
- 神明社 – 岩手県奥州市水沢北半郷
- 神明社 – 宮城県白石市益岡町
- 木間塚神明社 – 宮城県遠田郡美里町木間塚
- 土崎神明社 – 秋田県秋田市土崎港中央
- 大館神明社 – 秋田県大館市中神明町
- 扇田神明社 – 秋田県大館市比内町扇田
- 角館總鎭守神明社 – 秋田県仙北市角館町
- 五城目神明社 – 秋田県南秋田郡五城目町神明前 ： 境内に十三騎神社が鎮座する。

### 関東地方
- 神明社 (さいたま市北区)（土呂神明社） - 埼玉県さいたま市北区土呂町
- 神明社 (さいたま市岩槻区) - 埼玉県さいたま市岩槻区釣上
- 神明社 (所沢市中富) - 埼玉県所沢市中富
- 所澤神明社（神明社） - 埼玉県所沢市宮本町
- 神明社 (加須市川口) - 埼玉県加須市川口
- 神明社 (柏市)（塚崎神明社） - 千葉県柏市塚崎
- 神明社 (世田谷区祖師谷)（下祖師谷神明社） - 東京都世田谷区祖師谷
- 神明社 (世田谷区上祖師谷)（上祖師谷神明社） - 東京都世田谷区上祖師谷
- 神明社 (東久留米市南町) - 東京都東久留米市南町
- 神明社 (東久留米市中央町) - 東京都東久留米市中央町
- 神明社 (横浜市神奈川区菅田町)（菅田神明社） - 神奈川県横浜市神奈川区菅田町
- 神明社 (横浜市神奈川区三枚町) - 神奈川県横浜市神奈川区三枚町
- 神明社 (横浜市保土ケ谷区) - 神奈川県横浜市保土ケ谷区神戸町
- 神明社 (横浜市旭区)（切割神明社） - 神奈川県横浜市旭区南本宿町
- 春ノ木神明社 - 神奈川県横浜市旭区東希望が丘
- 梶ヶ谷神明社 - 神奈川県川崎市高津区梶ケ谷
- 神明社 (逗子市池子) - 神奈川県逗子市池子

### 中部地方
- 神明社 (妙高市美守) - 新潟県妙高市美守
- 徳市神明社 - 富山県高岡市戸出徳市
- 神明社 (砺波市太田) - 富山県砺波市太田
- 神明社 (砺波市鷹栖) - 富山県砺波市鷹栖
- 福野神明社 - 富山県南砺市福野
- 神明社 (富山県上市町大松46) - 富山県中新川郡上市町大松46
- 神明社 (富山県上市町大松194) - 富山県中新川郡上市町大松194
- 神明社 (佐久市茂田井) - 長野県佐久市茂田井
- 神明社 (佐久市岩村田) - 長野県佐久市岩村田
- 伊勢神明社 (静岡市) - 静岡県静岡市駿河区小鹿
- 神明社 (名古屋市中川区愛知町)（愛知神明社） - 愛知県名古屋市中川区愛知町
- 神明社 (名古屋市中川区高畑)（高畑神明社） - 愛知県名古屋市中川区高畑
- 牟呂神富神明社（神富神社） - 愛知県豊橋市神野新田町
- 湊神明社 (豊橋市) - 愛知県豊橋市湊町
- 安久美神戸神明社（豊橋神明社） - 愛知県豊橋市八町通
- 神明社 (愛知県瀬戸市)（下品野神明社） - 愛知県瀬戸市落合町
- 神明社 (常滑市)（常滑神明社） - 愛知県常滑市栄町
- 岡田神明社 - 愛知県知多市岡田
- 神明社 (清須市) - 愛知県清須市西田中本城
- 土器野神明社 - 愛知県清須市土器野
- 御園神明社 - 愛知県清須市一場
- 上畠神明社 - 愛知県清須市清洲
- 神明社 (長久手市) - 愛知県長久手市神門前
- 神明社 (豊山町) - 愛知県西春日井郡豊山町豊場若宮

### 近畿以西
- 朝日神明社（逆櫓社） - 大阪府大阪市此花区春日出中
- 神明社 (池田市) - 大阪府池田市伏尾町
- 神明社 (西宮市) - 兵庫県西宮市社家町
- 神明社 (徳島市) - 徳島県徳島市中常三島町
- 神明社 (徳島市不動北町) - 徳島県徳島市不動北町

## 主な神明宮

### 東北・関東地方
- 神明宮 (五所川原市)（五所川原神明宮） - 青森県五所川原市中央
- 印鑰神明宮 - 山形県山形市鈴川町
- 神明宮 (栃木市)（栃木神明宮） - 栃木県栃木市旭町
- 神明宮 (館林市千塚町) - 群馬県館林市千塚町
- 神明宮 (草加市) - 埼玉県草加市弁天
- 原島神明宮 - 埼玉県草加市西町
- 天津神明宮 - 千葉県鴨川市天津
- 元神明宮 - 東京都港区三田
- 深川神明宮 - 東京都江東区森下
- 阿佐ヶ谷神明宮 - 東京都杉並区阿佐谷北
- 梅田神明宮 - 東京都足立区梅田
- 小平神明宮 - 東京都小平市小川町

### 中部地方
- 神明宮 (砺波市鷹栖) - 富山県砺波市鷹栖
- 神明宮 (砺波市庄川町) - 富山県砺波市庄川町落シ
- 金屋神明宮 - 富山県砺波市庄川町金屋
- 出町神明宮 - 富山県砺波市中央町
- 城端神明宮 - 富山県南砺市城端
- 金沢五社#神明宮（日本七神明） - 石川県金沢市野町
- 橡原御厨神明宮 - 長野県長野市戸隠栃原
- 会田御厨神明宮 - 長野県松本市会田
- 仁科神明宮（日本七神明） - 長野県大町市社（神明造りでは日本最古、本殿・釣屋・中門 (前殿) は国宝。）
- 矢原神明宮 - 長野県安曇野市穂高（旧称：伊勢神明社）
- 潮神明宮 - 長野県安曇野市明科東川手
- 田沢神明宮 - 長野県安曇野市豊科
- 麻績神明宮 - 長野県東筑摩郡麻績村麻
- 刈谷沢神明宮 - 長野県東筑摩郡筑北村坂北
- 宮谷神明宮（宮谷神明神社） - 岐阜県下呂市萩原町
- 蒲神明宮 - 静岡県浜松市中央区神立町
- 神明宮 (浜松市中央区篠原町) - 静岡県浜松市中央区篠原町
- 稲荷神明宮 - 静岡県島田市稲荷
- 神明宮 (掛川市仁藤) - 静岡県掛川市仁藤
- 神明宮 (掛川市大渕) - 静岡県掛川市大渕
- 東田神明宮 - 愛知県豊橋市御園町
- 大岩神明宮 - 愛知県豊橋市大岩町
- 神明宮 (愛知県岡崎市木下町) - 愛知県岡崎市樫山町
- 神明宮 (岡崎市木下町) - 愛知県岡崎市木下町
- 神明宮 (岡崎市大高味町)（大川神明宮） - 愛知県岡崎市大高味町
- 神明宮 (愛知県岡崎市一色町) - 愛知県岡崎市一色町
- 神明宮 (愛知県岡崎市中伊西町) - 愛知県岡崎市中伊西町

### 近畿以西
- 神明宮 (彦根市) - 滋賀県彦根市中山町
- 神明宮 (草津市) - 滋賀県草津市青地町
- 坂田神明宮 - 滋賀県米原市宇賀野
- 朝日神明宮（日本七神明） - 京都府京都市下京区麸屋町通
- 神明宮 (阿南市) - 徳島県阿南市那賀川町

## 主な皇大神社
- 天照皇大神社 (伊東市)（玖須美神社） - 静岡県伊東市芝町
- 皇大神社 (福知山市)（元伊勢皇大神宮） - 京都府福知山市大江町内宮
- 小浜皇大神社 - 兵庫県宝塚市小浜
- 皇大神社 (奈良市平松町) - 奈良県奈良市平松町
- 皇大神社 (奈良市四条大路) - 奈良県奈良市四条大路

## 主な皇大神宮
- 伊勢山皇大神宮（皇大神宮） - 神奈川県横浜市西区宮崎町
- 皇大神宮 (藤沢市)（神明宮、烏森神社） - 神奈川県藤沢市鵠沼
- 皇大神宮社 (京都府宇治市) - 京都府宇治市広野町
- 皇大神宮 (大阪市)（今福えびす、今福皇大神宮） - 大阪府大阪市城東区今福南
- 皇大神宮社 (兵庫県西宮市) - 兵庫県西宮市上田中町
- 天照皇大神宮（伊野皇大神宮、伊野神社） - 福岡県糟屋郡久山町猪野

## 主な大神宮
- 山上大神宮 - 北海道函館市船見町
- 徳山大神宮 - 北海道松前郡松前町神明
- 姥神大神宮 - 北海道檜山郡江差町姥神町
- 櫻岡大神宮 - 宮城県仙台市青葉区桜ヶ岡公園
- 開成山大神宮（東北のお伊勢さま） - 福島県郡山市開成
- 鎌数伊勢大神宮 - 千葉県旭市鎌数
- 東京大神宮 - 東京都千代田区富士見
- 芝大神宮（日本七神明） - 東京都港区芝大門
- 小石川大神宮 - 東京都文京区小石川
- 神明大神宮 (相模原市) - 神奈川県相模原市緑区橋本
- 伊勢原大神宮 - 神奈川県伊勢原市伊勢原
- 朝日大神宮 - 岐阜県高山市朝日町西洞
- 日向大神宮（京の伊勢、日本七神明） - 京都府京都市山科区日ノ岡一切経谷町
- 山口大神宮（高嶺神明、高嶺神社、西のお伊勢さま） - 山口県山口市滝町
- 御所原大神宮 - 山口県長門市西深川
- 矢留大神宮（大神宮） - 福岡県柳川市矢留町
- 中津大神宮 - 大分県中津市二ノ丁
- 長崎大神宮 - 長崎県長崎市栄町
- 熊本大神宮（くまもとのお伊勢さん） - 熊本県熊本市中央区本丸
- 新開大神宮（伊勢宮さん） - 熊本県熊本市南区内田町

## アマテラスを主祭神とする他の神社
- 蘆別神社 - 北海道芦別市北三条
- 意富比神社（船橋大神宮） - 千葉県船橋市宮本
- 石浜神社（石浜の神明） - 東京都荒川区南千住
- 大麻止乃豆乃天神社 - 東京都稲城市大丸
- 日吉神社（日吉のお伊勢さま） - 神奈川県横浜市港北区日吉
- 飯部磐座神社 - 福井県越前市芝原
- 大神宮神社 - 長野県佐久市岩村田
- 須倍神社（神明宮） - 静岡県浜松市北区都田町
- 露天神社（日本七神明 (難波神明宮)） - 大阪府大阪市北区曽根崎
- 阿紀神社（神戸明神） - 奈良県宇陀市陀迫間
- 東雲神社（松山大神宮） - 愛媛県松山市丸之内
- 伊勢宮 - 長崎県長崎市伊勢町
- 伊勢宮神社 - 長崎県長崎市塩浜町
- 山王神社（浦上皇大神宮、山王日吉神社） - 長崎県長崎市坂本
- 男成神社（男成大明神、祇園宮） - 熊本県上益城郡山都町男成
- 宮原三神宮（三宮社、三宮大明神） - 熊本県八代郡氷川町宮原

## アマテラス以外を主祭神とする神社
- 神明社 (船橋市)（高根町神明神社） - 千葉県船橋市高根町
- 豊受神社 (船橋市)（金杉神明社） - 千葉県船橋市金杉
- 神明宮 (掛川市大渕) - 静岡県掛川市大渕
- 神明宮 (掛川市仁藤) - 静岡県掛川市仁藤
- 神明神社 (南知多町篠島) - 愛知県知多郡南知多町篠島（篠島内に鎮座。伊勢神宮御遷宮の際、御古材が下賜され20年ごとに遷宮が行われる。）
- 天岩戸神社 (福知山市) - 京都府福知山市大江町佛性寺（市内の皇大神社の奥宮とされる。）
- 幣立神社（幣立神宮） - 熊本県上益城郡山都町大野

## 海外の神明神社
- ハワイ大神宮 - アメリカ合衆国ハワイ州オアフ島ホノルル
- ヒロ大神宮 - アメリカ合衆国ハワイ州ハワイ島ヒロ
- 南洋神社 - パラオ共和国コロール州コロール島コロール
- ペリリュー神社 - パラオ共和国ペリリュー州ペリリュー島
- サンマリノ神社 - サンマリノ共和国セラヴァッレ